# بیاتویا
بییاتیا دهستانی در استان آلباستهٔ اسپانیا است.
در این دهستان ۱۶۷ نفر زندگی می‌کنند. مساحت این دهستان ۱۸٫۷۰ کیلومتر مربع است.